# Lista de soberanos da Cidade do Vaticano
Soberano da Cidade do Vaticano (em latim: Superanus sui iuris civitatis Vaticanae) é um dos vários títulos oficialmente atribuídos ao Bispo de Roma mediante sua posição como líder e Pontífice da Igreja Católica Apostólica Romana, sendo este especificamente em reconhecimento da Soberania do Estado da Cidade do Vaticano e sua organização como um Estado soberano sob a liderança temporal do Papa.
O Papa passou a receber o título de Soberano da Cidade do Vaticano após a ratificação do Tratado de Latrão em 1929, através do qual o Reino de Itália reconheceu o Vaticano como um Estado soberano e independente e o ocupante do Papado como seu líder político. Desta forma, o Papa enverga concomitantemente as posições de líder espiritual da Igreja Católica e líder político da Cidade do Vaticano. A este respeito, o Papa é um monarca eletivo e chefe de Estado ex officio.
Na morte ou renúncia do papa, as funções soberanas da Cidade do Vaticano, passam ao cardeal camerlengo, que chefia interinamente o Estado até a eleição de um novo papa, através do conclave.

## Lista de Soberanos do Vaticano
Desde a assinatura do Tratado de Latrão, que conferiu oficialmente a soberania política à Santa Sé, o Vaticano possuiu os Bispos de Roma listados abaixo como Soberanos. Entretanto, Pio XI já era Papa desde 6 de fevereiro de 1922 e, portanto, já ocupava a liderança da Igreja Católica há cerca de sete anos quando foi-lhe conferido o reconhecimento como Soberano do Vaticano.
No total, desde a criação do Estado do Vaticano, houve 9 soberanos (Papa) e 6 chefes de Estado interinos (Camerlengo). No caso dos camerlengos, houve um que se tornou papa (Pio XII) e 3 que eram ao mesmo tempo Secretários de Estado (Eugênio Pacelli, que se tornaria o papa Pio XII, Jean-Marie Villot e Tarcisio Bertone), acumulando ao mesmo tempo funções de Estado e diplomáticas na ausência do papa.
O 9º e atual soberano é o Papa Leão XIV.
| Soberano                       | Imagem             | Reinado                 | Reinado                 | Nota(s) |
| ------------------------------ | ------------------ | ----------------------- | ----------------------- | --- |
| Papa Pio XI (1857—1939)        |                    | 11 de fevereiro de 1929 | 10 de fevereiro de 1939 | O Cardeal Ambrogio Ratti foi eleito ao Papado em 6 de fevereiro de 1922 e entronizado em 12 de fevereiro deste mesmo ano. Durante os anos iniciais de seu pontificado, Papa Pio XI foi um dos líderes precursores do Tratado de Latrão, através do qual a soberania da Cidade do Vaticano foi oficialmente reconhecida pelo Reino de Itália. |
| Papa Pio XII (1876—1958)       |                    | 2 de março de 1939      | 9 de outubro de 1958    | Antes de sua eleição ao papado, o Cardeal Eugenio Marìa Pacelli serviu como Secretário da Sagrada Congregação dos Assuntos Eclesiásticos Extraordinários, núncio apostólico e Cardeal Secretário de Estado. A atuação de Pacelli em tais cargos foi marcada por tratados entre diversas nações estrangeiras e a Santa Sé, sendo o mais notório a Reichskonkordat com o Terceiro Reich em 1933. |
| Papa João XXIII (1881—1963)    |                    | 28 de outubro de 1958   | 3 de junho de 1963      | Anteriormente Cardeal Angelo Giuseppe Roncalli, teve entre os atos mais importantes do seu pontificado a convocação do Concílio Vaticano II em 1961 e a publicação da encíclica Pacem in Terris em 1963 que, em conjunto com seus prolongados esforços diplomáticos, rendeu-lhe o epíteto de "Papa da Paz". |
| Papa Paulo VI (1897—1978)      | Papa Paulo VI      | 21 de junho de 1963     | 6 de agosto de 1978     | Giovanni Battista Enrico Antonio Maria Montini |
| Papa João Paulo I (1912—1978)  | Papa João Paulo I  | 26 de agosto de 1978    | 28 de setembro de 1978  | Albino Luciani |
| Papa João Paulo II (1920—2005) | Papa João Paulo II | 16 de outubro de 1978   | 2 de abril de 2005      | O clérigo católico polaco Karol Józef Wojtyła, eleito Papa João Paulo II em 1978, desempenhou um papel significativo na política mundial, sendo considerado um dos principais porta-vozes dos esforços para a paz mundial ao longo de seu pontificado. Nos anos finais da Guerra Fria, Papa João Paulo II foi um dos principais defensores da queda de regimes comunistas na Europa Central e Oriental, bem como da melhoria das relações da Igreja Católica com o Judaísmo e as Igrejas orientais e a Comunhão Anglicana. |
| Papa Bento XVI (1927—2022)     | Papa Bento XVI     | 19 de abril de 2005     | 28 de fevereiro de 2013 | Joseph Aloisius Ratzinger |
| Papa Francisco (1936—2025)     | Papa Francisco     | 13 de março de 2013     | 21 de abril de 2025     | O Cardeal Jorge Mario Bergoglio tornou-se o primeiro Papa oriundo do continente americano e o primeiro religioso da Companhia de Jesus eleito ao Papado. Papa Francisco é também o primeiro Papa nascido fora do continente europeu desde o século VIII, quando a Igreja Católica Romana foi liderada por Papa Gregório III, originário da Síria. |
| Papa Leão XIV (1955—presente)  | Papa Leão XIV      | 8 de maio de 2025       | atualidade              | Robert Francis Prevost, primeiro papa natural dos EUA e de um país de maioria protestante. |

## Lista de chefia de Estado interina (Camerlengo)

Nas Armas da Santa Sé, as "Chaves do Céu" e a tiara papal representam a autoridade do Papa sobre o Estado do Vaticano.

| Cardeal Camerlengo                           | Imagem                 | Chefia de Estado        | Chefia de Estado                                                                                | Nota(s)                                                                                        |
| -------------------------------------------- | ---------------------- | ----------------------- | ----------------------------------------------------------------------------------------------- | ---------------------------------------------------------------------------------------------- |
| Cardeal Eugênio Maria Pacelli (1876—1958)    |                        | 10 de fevereiro de 1939 | 2 de março de 1939                                                                              | Era também Secretário de Estado do Vaticano. Foi eleito como papa Pio XII no Conclave de 1939. |
| Cardeal Benedetto Aloisi Masella (1879-1970) |                        | 9 de outubro de 1958    | 28 de outubro de 1958                                                                           |                                                                                                |
| Cardeal Benedetto Aloisi Masella (1879-1970) | 3 de junho de 1963     | 21 de junho de 1963     | Chefiou o Estado do Vaticano por duas vezes de forma interina.                                  |                                                                                                |
| Cardeal Jean-Marie Villot (1905-1979)        |                        | 6 de agosto de 1978     | 26 de agosto de 1978                                                                            |                                                                                                |
| Cardeal Jean-Marie Villot (1905-1979)        | 28 de setembro de 1978 | 16 de outubro de 1978   | Foi também Secretário de Estado. Chefiou o Estado do Vaticano por duas vezes de forma interina. |                                                                                                |
| Cardeal Eduardo Martínez Somalo (1927-2021)  |                        | 2 de abril de 2005      | 19 de abril de 2005                                                                             | Camerlengo de 1993 até 2007                                                                    |
| Cardeal Tarcisio Bertone, S.D.B. (1934 - )   |                        | 28 de fevereiro de 2013 | 13 de março de 2013                                                                             | Assumiu a chefia de Estado após a renúncia do papa Bento XVI. Era também Secretário de Estado. |
| Cardeal Kevin Joseph Farrell (1947 - )       |                        | 21 de abril de 2025     | 8 de maio de 2025                                                                               | Camerlengo desde 2019.                                                                         |